# アレッサンドロ・ストリッジョ (作曲家)
アレッサンドロ・ストリッジョ（Alessandro Striggio, 1540年 – 1592年2月29日）はイタリア後期ルネサンス音楽の作曲家・演奏家、外交官。膨大な量のマドリガーレに加えて、劇音楽を作曲するとともに、その両者を融合させて「マドリガル・コメディ」の発案者となった。同名の息子は劇作家となり、モンテヴェルディの歌劇《オルフェーオ》の台本作者を担当した。

## 生涯
マントヴァで貴族の家系に生まれる。青少年期についての記録に乏しいが、青年時代にフィレンツェに行ったに違いなく、1560年ごろにはメディチ家に有力な縁故ができていた。1567年にメディチ家によって外交活動のためにイングランドに遣わされる。1560年代にはメディチ家のためにインテルメディオをふんだんに作曲し、宴席や表敬訪問などの国事に楽曲を供した。
1570年代になってもメディチ家のための活動を続けていたが、いくつかの史料から、フィレンツェから遠く離れるようになっていたことが分かっており、すでにミュンヘン所在のバイエルン宮廷とも多少の縁故ができていた（おそらくはバイエルン公家の婚礼のために作曲した40声のモテット《見よ、祝福されたる光が Ecce beatam lucem 》の上演のために、1度ならずミュンヘン入りをした可能性もある）。1570年代には、天文学者ガリレオ・ガリレイの父親ヴィンチェンツォとも親交を結んでいるが、フィレンツェのカメラータの同人であったか否かは定かでない。
1580年代になると、フェッラーラのエステ家の宮廷とも関係を持ち、フェッラーラで晩年を送りながらも、依然としてメディチ家とも縁が切れてはいなかった。フェッラーラは、1580年代から1590年代にかけて、当時の前衛音楽の中心地であり、そのような環境下でストリッジョも、少なくとも1589年まで作曲活動を続けた。

## 作品
ストリッジョは、宗教音楽と世俗音楽の両方を手懸け、現存する作品はすべて声楽曲であるが、器楽伴奏を用いていないわけでもない。全部で7巻のマドリガーレに加えて、最も有名な作品である2つのマドリガル・コメディ《洗濯女たちの井戸端会議 Il cicalamento delle donne al bucato 》と《狩 La caccia 》を出版している。
ストリッジョ作品によって有名になったマドリガル・コメディは、長らくオペラの前身と見なされてきた。だが現代の音楽学者はこのジャンルを、16世紀のイタリア音楽における様々な風潮の一つにすぎないとし、流行のマドリガーレに劇的な演出を加味したものと解釈している。マドリガル・コメディにおいて、それでも演技は必要なかった。たとえば《井戸端会議》の15曲は、ただただ歌詞と音楽のみで、一つの物語を伝えている。マドリガル・コメディのような娯楽音楽は、同時代のインテルメディオのような音楽形式とさほど懸け離れてはいなかった。
ストリッジョのモテットで最も印象深く、最も重要な業績は、対位法の粋を駆使した上記の《見よ、祝福されたる光が》である。この作品は1568年にミュンヘンで初演されている。いくつかの史料が示唆するところによれば、ストリッジョが1567年の外交活動の際にこれを携えてロンドン入りし、そこでトマス・タリスがこの作品に接した可能性がある。タリスの40声の力作モテット《御身よりほかに希望はなし Spem in alium 》が、この時期の作品だからである（逆に、タリスのモテットがストリッジョを刺激し、鼓舞したとする説もある）。しかし、無伴奏様式のタリス作品とは対照的に、ストリッジョのモテットは、声楽パートに楽器を重ねるように指示されており、ミュンヘン初演の際には、フルート、ヴィオラ・ダ・ガンバ、トロンボーンが8つずつと、通奏低音楽器としてチェンバロとバスリュートが使われた上、10群に分割された4部合唱はそれぞれソプラノ16、アルト10、テノール8、バス6名を配して、弥が上にも壮麗な雰囲気を盛り上げたという。
ストリッジョの影響力が広範囲に及んでいたことは、その作品が16世紀のヨーロッパ全土に出回っていたことからも察せられる。とりわけイングランドでストリッジョの影響は大きく、同地におけるフェッラボスコ親子の活躍と並んで、イングランドにおけるマドリガーレ人気の引き金となったに違いない。